# Liste der Kulturdenkmale in Hemme
In der Liste der Kulturdenkmale in Hemme sind alle Kulturdenkmale der schleswig-holsteinischen Gemeinde Hemme (Kreis Dithmarschen) aufgelistet (Stand: 10. März 2025).

## Legende
In den Spalten befinden sich folgende Informationen:
- Objekt-ID: die Nummer des Kulturdenkmales
- Lage: die Adresse des Kulturdenkmales und die geographischen Koordinaten. Kartenansicht, um Koordinaten zu setzen. In der Kartenansicht sind Kulturdenkmale ohne Koordinaten mit einem roten Marker dargestellt und können in der Karte gesetzt werden. Kulturdenkmale ohne Bild sind mit einem blauen Marker gekennzeichnet, Kulturdenkmale mit Bild mit einem grünen Marker.
- Offizielle Bezeichnung: Bezeichnung des Kulturdenkmales
- Beschreibung: die Beschreibung des Kulturdenkmales
- Bild: ein Bild des Kulturdenkmales

## Sachgesamtheiten
| Objekt-ID      | Lage                                   | Offizielle Bezeichnung | Beschreibung | Bild                             |
| -------------- | -------------------------------------- | ---------------------- | --- | -------------------------------- |
| 40545 Wikidata | Dorfstraße (54° 17′ 14″ N, 9° 1′ 9″ O) | Kirche St. Marien      | Aktualisierung vorgesehen - Begründung: geschichtlich, künstlerisch, städtebaulich, Kulturlandschaft prägend - Schutzumfang: Kirche St. Marien mit Ausstattung, Glockenturm, Kirchhof, Grabmale bis 1870, Grabanlage Thomsen, Lindenallee, Baumkranz | weitere Fotos \| Fotos hochladen |

## Bauliche Anlagen
| Objekt-ID     | Lage                                   | Offizielle Bezeichnung            | Beschreibung | Bild                             |
| ------------- | -------------------------------------- | --------------------------------- | --- | -------------------------------- |
| 2663 Wikidata | Dorfstraße (54° 17′ 14″ N, 9° 1′ 8″ O) | Kirche St. Marien mit Ausstattung | Die evangelische Kirche wurde im 14. Jahrhundert erbaut. In den Jahren 1833 bis 1844 wurde die Kirche wesentlich erneuert. Alteintragung (Aktualisierung vorgesehen) - Begründung: geschichtlich, künstlerisch, städtebaulich - Schutzumfang: Kirche St. Marien mit Ausstattung, Glockenturm - Denkmaltyp: Bauliche Anlage, Sachgesamtheit: Kirche St. Marien | weitere Fotos \| Fotos hochladen |

## Gründenkmale
| Objekt-ID      | Lage                                   | Offizielle Bezeichnung | Beschreibung | Bild            |
| -------------- | -------------------------------------- | ---------------------- | --- | --------------- |
| 19591 Wikidata | Dorfstraße (54° 17′ 14″ N, 9° 1′ 8″ O) | Kirchhof               | Alteintragung (Aktualisierung vorgesehen) - Begründung: geschichtlich, Kulturlandschaft prägend - Schutzumfang: Kirchhof, Grabmale bis 1870, Grabanlage Thomsen, Lindenallee, Baumkranz - Denkmaltyp: Gründenkmal, Sachgesamtheit: Kirche St. Marien | Fotos hochladen |

## Quelle
- Liste der Kulturdenkmale in Schleswig-Holstein – Kreis Dithmarschen (PDF)

- Karte mit allen Koordinaten:
- OSM |
- WikiMap